# Tulbaghia cameronii
Tulbaghia cameronii är en amaryllisväxtart som beskrevs av John Gilbert Baker. Tulbaghia cameronii ingår i släktet Tulbaghia och familjen amaryllisväxter. Inga underarter finns listade i Catalogue of Life.